# Glukocerebrozidaza
Glukocerebrozidaza (EC 3.2.1.45, psihozinska hidrolaza, glukosfingozinska glukozilhidrolaza, GlcCer-beta-glukozidaza, beta-D-glukocerebrozidaza, glukozilcerebrozidaza, beta-glukozilkeramidaza, keramidna glukozidaza, glukozilsfingozin beta-glukozidaza, glukozilsfingozin beta-D-glukozidaza) je enzim sa sistematskim imenom D-glukozil--acilsfingozin glukohidrolaza. Ovaj enzim katalizuje sledeću hemijsku reakciju
-glukozil--acilsfingozin + H2O {\displaystyle \rightleftharpoons } D-glukoza + keramid
Ovaj enzim takođe deluje na glukozilsfingozin (cf. EC 3.2.1.62 glikozilkeramidaza).

## Literatura
- Nicholas C. Price; Lewis Stevens (1999). Fundamentals of Enzymology: The Cell and Molecular Biology of Catalytic Proteins (Third изд.). USA: Oxford University Press. ISBN 019850229X.
- Eric J. Toone (2006). Advances in Enzymology and Related Areas of Molecular Biology, Protein Evolution (Volume 75 изд.). Wiley-Interscience. ISBN 0471205036.
- Branden C; Tooze J. Introduction to Protein Structure. New York, NY: Garland Publishing. ISBN 0-8153-2305-0.
- Irwin H. Segel. Enzyme Kinetics: Behavior and Analysis of Rapid Equilibrium and Steady-State Enzyme Systems (Book 44 изд.). Wiley Classics Library. ISBN 0471303097.
- William P. Jencks (1987). Catalysis in Chemistry and Enzymology. Dover Publications. ISBN 0486654605.

## Spoljašnje veze
- Glucosylceramidase на 